# محمد وحید
محمد وحید (انگلیسی: Muhammad Waheed؛ زادهٔ ۱۵ اکتبر ۲۰۰۲) بازیکن فوتبال اهل پاکستان است.
وی همچنین در تیم‌های ملی فوتبال زیر ۲۳ سال پاکستان، و پاکستان بازی کرده است.